# Ulica Karola Olszewskiego w Krakowie
Ulica Karola Olszewskiego – ulica w Krakowie, w dzielnicy I Stare Miasto, na Starym Mieście. Łączy ulicę Jagiellońską z ulicą Wiślną. Przebiega wzdłuż plant i jest pozostałością dawnej ulicy podmurnej biegnącej wzdłuż krakowskich murów miejskich na odcinku łączącym Bramę Szewską z Bramą Wiślną. Dawniej bezimienna; obecną nazwę nosi od ok. 1950 r. Upamiętnia chemika i kriogenika, profesora Uniwersytetu Jagiellońskiego Karola Olszewskiego.
Ulica zabudowana jest wyłącznie po stronie północnej. W centralnej części pierzei znajduje się Collegium Stanisława Wróblewskiego (obecnie mieszczące Wydział Prawa i Administracji Uniwersytetu Jagiellońskiego), w części zachodniej – boczna elewacja Collegium Novum, a we wschodniej – cerkwi św. Norberta. Cerkiew ta niegdyś miała wejście przez kamienny portal od strony ul. Olszewskiego. Południowa strona ulicy przylega zaś do plant. Biegnie wzdłuż niej niski kamienny murek zarysowujący linię dawnych fortyfikacji miejskich: murów obronnych, Baszty Cyrulików, Baszty Solarzy i Bramy Wiślnej.
U wylotu ulicy Jagiellońskiej na planty znajduje się figura Matki Bożej Łaskawej. Wykonana ona została przez J. Krzyżanowskiego w 1771 r. i pierwotnie znajdowała się nad bramą wejściową cmentarza przy kościele Mariackim. Podczas likwidacji cmentarza w 1797, rzeźbę zakupili na licytacji kapucyni i postawili u wylotu ulicy Kapucyńskiej na ulicę Podwale. Przeniesienia w obecne miejsce dokonano w 1941 roku, wraz z zamianą kolumny na filar.

## Galeria

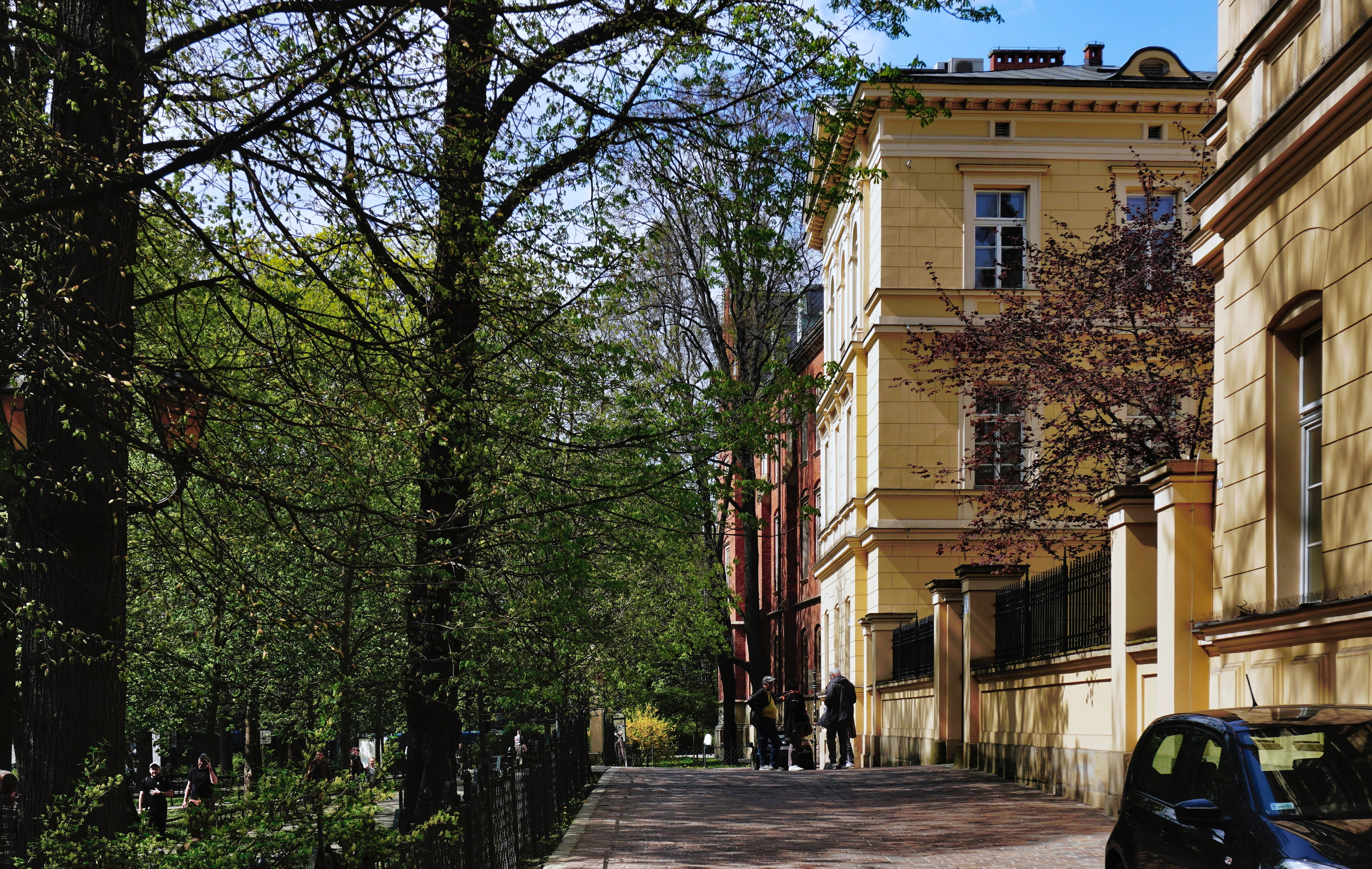
Widok od ul. Wiślnej na północny zachód
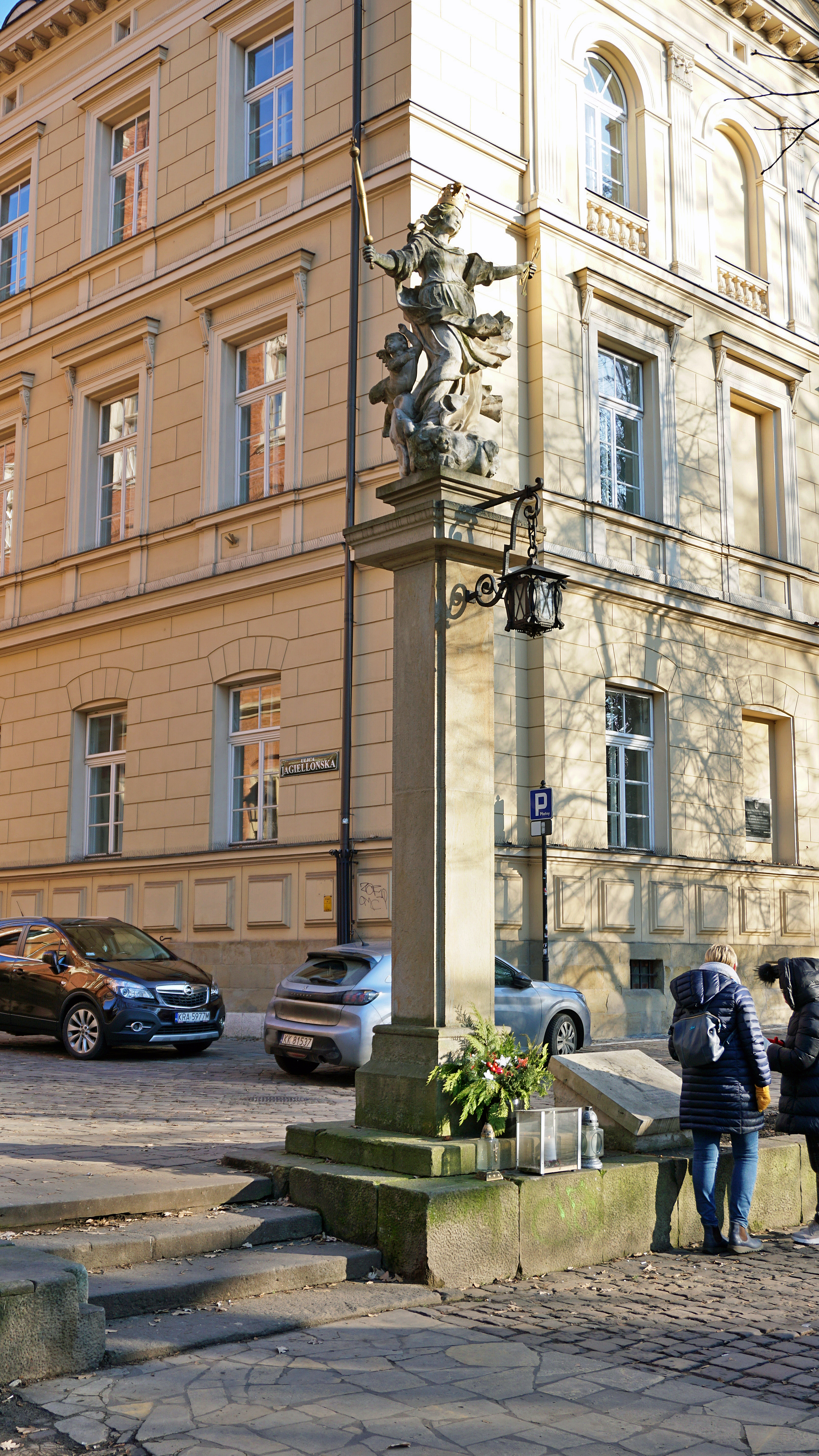
Figura Matki Bożej Łaskawej (1768)
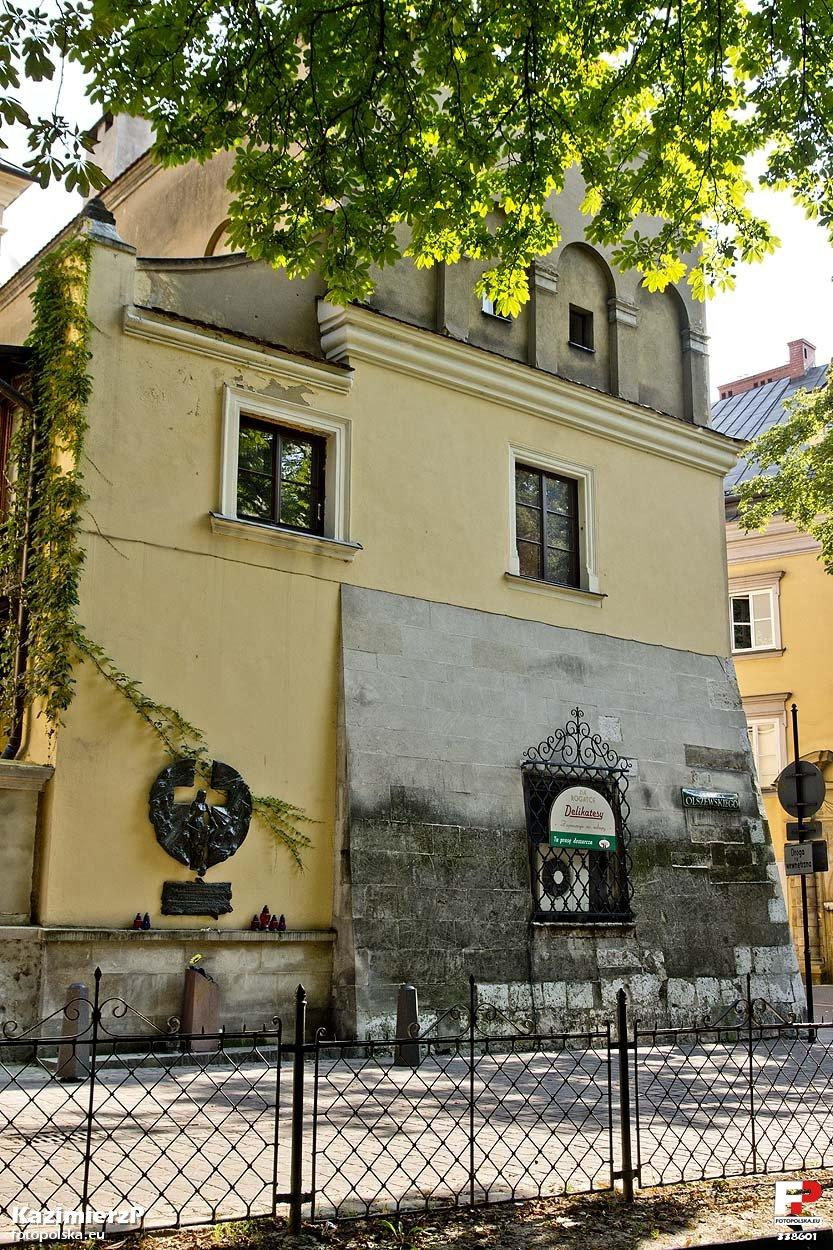
Boczna elewacja Cerkwi św. Norberta